# ام.جی. واسنجی
مویز جی. واسنجی (متولد:۳۰ مهٔ ۱۹۵۰ ‏(۷۵ سال)) یک رمان‌نویس و ویراستار کانادایی است که تحت نام ام. جی. واسنجی (به انگلیسی: M. G. Vasanji) می‌نویسد. او در دانشگاه‌های اِم‌آی‌تی و دانشگاه پنسیلوانیا تحصیل کرده‌است.

## آثار
- ۱۹۸۹ گونی
- ۱۹۹۱ بدون سرزمین جدید
- ۱۹۹۴ کتاب اسرار
- ۱۹۹۹ آمریکا
- ۲۰۰۳ جهان بینابین ویکرام لال
- ۲۰۰۷ آهنگ آدمکش
- ۲۰۱۲ جادوی سعیده
- ۲۰۱۶ نوستالژی

## جوایز و افتخارات
- ۱۹۹۴ برنده جایزه گیلر برای رمان کتاب اسرار[۳]
- ۱۹۹۴ جایزه جشنواره هاربرفرانت[۴]
- ۲۰۰۳ برنده جایزه گیلر برای رمان جهان بینابین ویکرام لال[۵]